# Harti Weirather
Harti Weirather, né le 25 janvier 1958 à Reutte, est un skieur alpin autrichien. Il est le mari de Hanni Wenzel, le père de Tina Weirather et le beau-frère de Petra Wenzel et Andreas Wenzel.

## Palmarès

### Jeux olympiques
| Édition / Épreuve   | Descente | Slalom géant | Slalom |
| ------------------- | -------- | ------------ | ------ |
| JO 1980 Lake Placid | 9e       | —            | —      |

### Championnats du monde
| Épreuve / Édition        | Descente | Slalom géant | Slalom | Combiné |
| JO 1980 Lake Placid      | 9e       | —            | —      | —       |
| Mondiaux 1982 Schladming | Or       | —            | —      | —       |
| Mondiaux 1985 Bormio     | 17e      | —            | —      | —       |

### Coupe du monde
- Meilleur résultat au classement général : 8e en 1981
  - Vainqueur de la coupe du monde de descente en 1981
  - 6 victoires : 6 descentes
  - 17 podiums

#### Différents classements en coupe du monde
| Saison / Épreuve | Saison / Épreuve | Général | Général | Descente | Descente | Géant  | Géant  | Combiné | Combiné |
| ---------------- | ---------------- | ------- | ------- | -------- | -------- | ------ | ------ | ------- | ------- |
| Saison / Épreuve | Saison / Épreuve | Class.  | Points  | Class.   | Points   | Class. | Points | Class.  | Points  |
| 1979             | 1979             | 53e     | 21      | 20e      | 21       | -      | -      | -       | -       |
| 1980             | 1980             | 15e     | 64      | 4e       | 75       | -      | -      | -       | -       |
| 1981             | 1981             | 8e      | 115     | 1er      | 115      | -      | -      | -       | -       |
| 1982             | 1982             | 10e     | 97      | 3e       | 97       | -      | -      | -       | -       |
| 1983             | 1983             | 13e     | 102     | 3e       | 74       | 24e    | 16     | 15e     | 12      |
| 1984             | 1984             | 27e     | 58      | 11e      | 58       | -      | -      | -       | -       |
| 1985             | 1985             | 54e     | 21      | 17e      | 21       | -      | -      | -       | -       |
| 1986             | 1986             | 83e     | 10      | 33e      | 10       | -      | -      | -       | -       |

#### Détail des victoires
| Édition / Épreuve | Descente                         | Total |
| 1981              | Val Gardena Sankt Anton Aspen II | 3     |
| 1982              | Kitzbühel I Wengen               | 2     |
| 1983              | Pontresina                       | 1     |
| Total             | 6                                | 6     |

### Arlberg-Kandahar
- Vainqueur de la descente 1981 à Sankt Anton